# Go with What You Know
A Go With What You Know Dweezil Zappa 2006-os albuma. A lemezen a többi szám között megtalálható az apjának, Frank Zappának egy szerzeménye, a "Peaches en Regalia" egy kicsit eltérő hangszerelésben; a felvételen apa és fia - majd' negyven év távlatából - együtt játszik.
A lemez megszületése a Zappa Plays Zappa turné indulásával esik nagyjából egybe, így az együttes néhány tagja ezen a lemezen is szerepel, például az "All Roads Lead To Inca", ami az "Inca Roads" című számból származó szóló.

## A lemez számai
1. "Love Ride"
2. "Noitpure"
3. "Fighty Bitey"
4. "CC$"
5. "Preludumus Maximus"
6. "Rhythmatist"
7. "Thunder Pimp"
8. "All Roads Lead To Inca"
9. "Electrocoustic Matter"
10. "The Grind"
11. "Peaches En Regalia"
12. "Chunga's Whiskers"
13. "Audio Movie"

## A közreműködő zenészek
- Dweezil Zappa: gitár, ének
- Joe Travers: dobok 1, 3, 4, 7, 8, 13
- Blues Saraceno: akusztikus gitár 4
- Scott Thunes: basszusgitár 6
- Terry Bozzio: dobok 6
- Pete Griffin: basszusgitár 8
- Aaron Arntz: billentyűk 8
- Tj Helmerich: gitár 10
- Frank Zappa: gitár 11
- Shuggie Otis: basszusgitár 11
- Ian Underood: billentyűk és fúvós hangszerek 11
- Ron Selico: dobok 11
- Mark Meadows: basszusgitár: 13

## Külső hivatkozások
- Official website
- Go with What You Know az AllMusicon